# Antônio Bento dos Santos
Antônio Bento dos Santos (født 18. december 1971) er en tidligere brasiliansk fodboldspiller.